# سعدی طعمه عباس
سعدی طعمه عباس (عربی: سعدي طعمة عباس؛ ۱۷ مارس ۱۹۳۹ – ۲۳ ژوئن ۲۰۲۰) فرمانده نظامی و سیاست‌مدار اهل عراق بود. وی در خلال جنگ ایران و عراق، از فرماندهان ارشد نیروی زمینی عراق محسوب می‌شد. طعمه‌عباس در دوره ریاست‌جمهوری صدام حسین، از ۱۹۹۰ تا ۱۹۹۱ وزیر دفاع عراق بود و در فاصله سالهای ۱۹۹۸ تا ۲۰۰۲ به‌عنوان وزیر کار و امور اجتماعی عراق فعالیت می‌کرد.